# NN-324
La carretera NN‑324 es una vía departamental secundaria ubicada en los departamentos de Carazo y Managua, en Nicaragua. La carretera tiene una longitud de 1.52 kilómetros y fue inaugurada en el año 2024. Su principal función es conectar la comunidad de Río Tecolapa en la localidad de La Trinidad con la comunidad de Guascatán, situada en el límite entre Carazo y Managua, permitiendo mejorar la conectividad entre ambos departamentos.

## Trazado y cruces
La siguiente tabla muestra su recorrido, localidades y principales conexiones:
| km   | Localidad    | Departamento | Conexión / Ruta |
| ---- | ------------ | ------------ | --------------- |
| 0.0  | Río Tecolapa | Carazo       |                 |
| 1.52 | Guascatán    | Managua      |                 |